# ガリーナ・ブィストロワ
ガリーナ・ブィストロワ（ロシア語: Галина Петровна Быстрова、1934年2月8日 - 1999年10月11日）は、ソビエト連邦の陸上競技選手。1964年東京オリンピックの銅メダリストである。アゼルバイジャン共和国ナヒチェヴァン出身。

## 経歴
ブィストロワは、80mハードルと五種競技の選手として活躍。1955年までは旧姓のドルシェンコワを名乗っていたが、1956年以降はブィストロワと名乗った。1956年、ブィストロワはソビエト選手権の80mハードルで3位となりメルボルンオリンピックへの出場を決める。メルボルンでは、11秒0で、3位のオーストラリアのノーマ・スローワーと同タイムとなりながら、4位となり惜しくもメダルに手が届かなかった。
ブィストロワは、ソ連国内では、1957年から100mハードルを3連覇。1957年から五種競技を連覇している。1958年のストックホルムで開催されたヨーロッパ選手権では、この2種目に出場、まず五種競技で、4733ポイントで、同じソ連のニーナ・ヴィノグラドワらを押さえ金メダル。五種競技が終わった翌々日、100mハードルを10秒9で制し、2冠を達成した。
1960年ローマオリンピックには、前回と同様80mハードルに出場。しかし、11秒2で、前回を下回る5位という成績に終わった。2年後のユーゴスラビアのベオグラードで開催されたヨーロッパ選手権でも、4年前と同じ80mハードルと五種競技に出場。80mハードルは10秒8で6位となったが、五種競技では、フランスのデニス・ゲナールらを押さえ2大会連続の金メダルを獲得。なお、このとき4位には1968年メキシコシティーオリンピックの金メダリストのイングリット・ベッカー、5位には、1972年ミュンヘンオリンピックの金メダリストのメアリー・ピーターズが入賞している。
ブィストロワは、100mハードルより五種競技でよい成績を残していたが、1964年東京オリンピックから五種競技が正式種目となり、3回目のオリンピックで初めてのメダル獲得の可能性が出てきた。そして、東京では、4956ポイントで、同じソ連のイリーナ・プレス、イギリスのマリー・ランドに次いで銅メダルを手にし、初のオリンピックでの表彰台となった。
これ以降、ブィストロワは国際大会に出場することはなかったが、1968年のソビエト選手権の五種競技で3位という成績を残している。

## 自己ベスト
- 80mハードル - 10秒6 (1958年)
- 五種競技 - 4467pt (1964年)

## 主な実績
| 年   | 大会                 | 場所                         | 種目        | 結果      | 記録  |
| ---- | -------------------- | ---------------------------- | ----------- | --------- | ----- |
| 1956 | オリンピック         | メルボルン(オーストラリア)   | 80mハードル | 4位       | 11秒0 |
| 1958 | ヨーロッパ陸上選手権 | ストックホルム(スウェーデン) | 80mハードル | 1位       | 10秒9 |
| 1958 | ヨーロッパ陸上選手権 | ストックホルム(スウェーデン) | 五種競技    | 1位       | 4733  |
| 1960 | オリンピック         | ローマ(イタリア)             | 80mハードル | 5位       | 11秒2 |
| 1962 | ヨーロッパ陸上選手権 | ベオグラード(ユーゴスラビア) | 五種競技    | 1位       | 4833  |
| 1964 | オリンピック         | 東京(日本)                   | 五種競技    | 3位       | 4956  |
| 1964 | オリンピック         | 東京(日本)                   | 80mハードル | 6位（sf） | 10秒8 |

- sfは準決勝